# اولترا ناته
اولترا ناته (زادهٔ ۲۰ مارس ۱۹۶۸) یک خواننده، ترانه‌سرا، تهیه‌کننده ضبط، دی جی آمریکایی است. تقریباً همه تک‌آهنگ‌های او به ۱۰ آهنگ برتر جدول پخش کلوپ رقص داغ ایالات متحده رسیده‌اند. در دسامبر ۲۰۱۶، مجله بیلبورد او را به عنوان دوازدهمین هنرمند موفق رقص تمام دوران رتبه‌بندی کرد.

## زندگی‌نامه
او در شهر هاور د گریس، مریلند، ایالات متحده متولد شد و استعداد خوانندگی خود را در سنین پایین به نمایش گذاشت. ناته در بزرگ شدن از موسیقی متنوعی لذت می‌برد. او از گوش دادن به هنرمندانی مانند ماروین گی و بوی جورج لذت می‌برد. او در جدول بیلبورد هات ۱۰۰ به رتبه ۵۲ و در نمودار موسیقی رقص داغ بیلبورد/کلاب پلی به رتبه ۳ رسید. اگرچه او در ایالات متحده به موفقیت‌های باشگاهی رسیده است، اما اکثر تک آهنگ‌هایش و به ویژه فروش آلبوم‌هایش در اروپا موفق بوده است.

## آهنگ‌شناسی

### آلبوم‌ها

#### آلبوم‌های استودیویی
| یادداشت‌های آبی در زیرزمین                                                 | - تاریخ انتشار: ژوئن ۱۹۹۱ - برچسب: برادران وارنر - فرمت‌ها: سی دی، کاست، LP                                     | -  | -  |
| جنون یک زن                                                                | - تاریخ انتشار: مهر ۹۳ - برچسب: برادران وارنر - فرمت‌ها: سی دی، کاست، LP                                        | -  | -  |
| وضعیت: بحرانی                                                             | - منتشر شده: ۳ مه ۱۹۹۸ - برچسب: به شدت ریتم - فرمت‌ها: سی دی، کاست، LP                                          | ۳۳ | ۱۷ |
| غریب تر از داستان                                                         | - منتشر شده: ۲۰۰۰ (اروپا و ژاپن)، ۲۴ آوریل ۲۰۰۱ (ایالات متحده) - برچسب: Strictly Rhythm - فرمت‌ها: سی دی، ال پی | -  | -  |
| گریم، ابریشم، و تندر                                                      | - منتشر شده: ۵ ژوئن ۲۰۰۷ - برچسب: تامی پسر سرگرمی - فرمت‌ها: سی دی                                              | -  | -  |
| پرستش قهرمان                                                              | - تاریخ انتشار: ۲۳ ژوئیه ۲۰۱۳ - برچسب: BluFire/Peace Bisquit - فرمت‌ها: دیجیتال                                 | -  | -  |
| Ultra Naté و کوئنتین هریس در نقش Black Stereo Faith                       | - منتشر شده: ۷ ژوئیه ۲۰۱۷ - برچسب: BluFire/Epod Music/Peace Bisquit - فرمت‌ها: سی دی، دیجیتال                   | -  | -  |
| فوق‌العاده                                                                 | - منتشر شده: ۱۲ اوت ۲۰۲۲ - برچسب: BluFire/Peace Bisquit - فرمت‌ها: دیجیتال                                      | -  | -  |
| "—" به مواردی اشاره می‌کند که در آن منطقه نمودار نشده‌اند یا منتشر نشده‌اند. | |    |    |

#### آلبوم‌های تألیفی
- بهترین ریمیکس‌ها، جلد. ۱ (۱۹۹۷)
- بهترین ریمیکس، جلد. ۲ (۱۹۹۹)
- Alchemy - GST Reloaded (2008)

### نمایشنامه‌های تمدید شده
- چیزهایی که در شب اتفاق می‌افتند (۲۰۱۰)

### تک آهنگ‌ها
| سال  | عنوان | موقعیت‌های بالای نمودار | موقعیت‌های بالای نمودار | موقعیت‌های بالای نمودار | موقعیت‌های بالای نمودار | موقعیت‌های بالای نمودار | گواهینامه‌ها (حدهٔ فروش) | آلبوم                            |
| سال  | عنوان | ایالات متحده           | رقص ایالات متحده       | AUS                    | می‌تواند                | انگلستان               | گواهینامه‌ها (حدهٔ فروش) | آلبوم                            |
| ---- | --- | ---------------------- | ---------------------- | ---------------------- | ---------------------- | ---------------------- | ---------------------- | -------------------------------- |
| ۱۹۸۹ | "این لحظه تموم شده" | -بله.                  | -بله.                  | -بله.                  | -بله.                  | ۶۲                     |                        | یادداشت‌های آبی در زیرزمین        |
| ۱۹۹۱ | "آیا عشق است؟" | -بله.                  | ۴۵                     | -بله.                  | -بله.                  | ۷۱                     |                        | یادداشت‌های آبی در زیرزمین        |
| ۱۹۹۲ | "خوشبختی (هیچ وقت فراموش نخواهم کرد) "                                                                                           | -بله.                  | ۷                      | -بله.                  | -بله.                  | -بله.                  |                        | یادداشت‌های آبی در زیرزمین        |
| ۱۹۹۳ | "خوشبختی" | -بله.                  | ۲                      | -بله.                  | -بله.                  | -بله.                  |                        | جنون یک زن                       |
| ۱۹۹۴ | "به من نشان بده" | -بله.                  | ۱                      | -بله.                  | -بله.                  | ۶۲                     |                        | جنون یک زن                       |
| ۱۹۹۴ | "چقدر طول می‌کشد" | -بله.                  | ۲                      | -بله.                  | -بله.                  | -بله.                  |                        | جنون یک زن                       |
| ۱۹۹۷ | "آزاد" | ۷۵                     | ۱                      | ۳۱                     | ۱۰                     | ۴                      | - BPI: پلاتین          | وضعیت: حیاتی                     |
| ۱۹۹۸ | "آزاد (رمیکس) " | -بله.                  | -بله.                  | -بله.                  | -بله.                  | ۳۳                     |                        | وضعیت: حیاتی                     |
| ۱۹۹۸ | "دوا درمانی پیدا کرد" | -بله.                  | ۱                      | -بله.                  | -بله.                  | ۶                      |                        | وضعیت: حیاتی                     |
| ۱۹۹۸ | "نوع جدیدی از دارو" | -بله.                  | ۲۸                     | -بله.                  | -بله.                  | ۱۴                     |                        | وضعیت: حیاتی                     |
| ۱۹۹۸ | "ضغط را رها کنید" | -بله.                  | ۳                      | -بله.                  | -بله.                  | -بله.                  |                        | وضعیت: حیاتی                     |
| ۱۹۹۸ | "اگر می‌توانستید ذهنم را بخوانید" (ستاره‌های 54: Ultra Naté، Amber, Jocelyn Enriquez) (کابل‌های 54: Ultra Naté، آمبر جوسلین انریکز) | ۵۲                     | ۳                      | ۳                      | ۷                      | ۲۳                     | - آریا: طلا            | ۵۴ آهنگ صدای                     |
| ۲۰۰۰ | "رغبت" | -بله.                  | ۱                      | -بله.                  | -بله.                  | ۴۰                     |                        | عجیب تر از داستان                |
| ۲۰۰۱ | "باید احساسش را بالا ببرد" | -بله.                  | ۱                      | -بله.                  | -بله.                  | ۵۱                     |                        | عجیب تر از داستان                |
| ۲۰۰۲ | "من نمی‌فهمم" | -بله.                  | ۲۵                     | -بله.                  | -بله.                  | -بله.                  |                        | عجیب تر از داستان                |
| ۲۰۰۲ | "توب" | -بله.                  | -بله.                  | -بله.                  | -بله.                  | -بله.                  |                        | عجیب تر از داستان                |
| ۲۰۰۳ | "پنجم در جیب" | -بله.                  | ۸                      | -بله.                  | -بله.                  | -بله.                  |                        | تک آهنگ غیر آلبوم                |
| ۲۰۰۴ | "آزاد" (رمیکس) (اوسکار جی، شهر بریک، کوربت و ترویا رمیکس) (اوسکار جی، شهر برک، کوربت و تروا رمیکس)                               | -بله.                  | ۲۲                     | -بله.                  | -بله.                  | -بله.                  |                        | آزاد (رمیکس)                     |
| ۲۰۰۵ | "فریک اون" (التر ناته بمقابل استون بریج)                                                                                         | -بله.                  | -بله.                  | -بله.                  | -بله.                  | ۳۷                     |                        | خاک، ریشم و رعد                  |
| ۲۰۰۶ | "محبت تنها دارو است" | -بله.                  | ۲                      | -بله.                  | -بله.                  | -بله.                  |                        | خاک، ریشم و رعد                  |
| ۲۰۰۷ | "آتوما" | -بله.                  | ۱                      | -بله.                  | -بله.                  | -بله.                  |                        | خاک، ریشم و رعد                  |
| ۲۰۰۷ | "هر چیزی که دارید بده" (با کریس ویلیس)                                                                                           | -بله.                  | ۱                      | -بله.                  | -بله.                  | -بله.                  |                        | خاک، ریشم و رعد                  |
| ۲۰۰۸ | "مربوط شده" | -بله.                  | ۳                      | -بله.                  | -بله.                  | -بله.                  |                        | GST: ریشم و رعد غبار بارگذاری شد |
| ۲۰۰۹ | "سرعت تر، سرعت تر "پوشیک (با رفتن) "                                                                                             | -بله.                  | -بله.                  | -بله.                  | -بله.                  | -بله.                  |                        | اتفاقات شب اتفاق می‌افتد          |
| ۲۰۰۹ | "هی دی جی" | -بله.                  | -بله.                  | -بله.                  | -بله.                  | -بله.                  |                        | اتفاقات شب اتفاق می‌افتد          |
| ۲۰۱۱ | "باید آن را روشن کرد" | -بله.                  | ۴                      | -بله.                  | -بله.                  | -بله.                  |                        | پرستش قهرمانان                   |
| ۲۰۱۱ | "عشق من" | -بله.                  | -بله.                  | -بله.                  | -بله.                  | -بله.                  |                        | پرستش قهرمانان                   |
| ۲۰۱۱ | "تنها منتظر تو هستم" (با میشل ویلیامز)                                                                                           | -بله.                  | ۱۱                     | -بله.                  | -بله.                  | -بله.                  |                        | پرستش قهرمانان                   |
| ۲۰۱۳ | "همه شب را دوست دارند" | -بله.                  | ۲۹                     | -بله.                  | -بله.                  | -بله.                  |                        | پرستش قهرمانان                   |
| ۲۰۱۴ | "بدون شرط" | -بله.                  | ۲                      | -بله.                  | -بله.                  | -بله.                  |                        | پرستش قهرمانان                   |
| ۲۰۱۴ | "خیلی جذاب" ( (با ساموئل سارتینی) )                                                                                              | -بله.                  | -بله.                  | -بله.                  | -بله.                  | -بله.                  |                        | تک آهنگ‌های غیر آلبوم             |
| ۲۰۱۵ | "به قلبم مراقبت کن" ( (با ادی آمادور) )                                                                                          | -بله.                  | ۲۱                     | -بله.                  | -بله.                  | -بله.                  |                        | تک آهنگ‌های غیر آلبوم             |
| ۲۰۱۶ | "زنده" | -بله.                  | -بله.                  | -بله.                  | -بله.                  | -بله.                  |                        | تک آهنگ‌های غیر آلبوم             |
| ۲۰۱۷ | "من خیلی سکسی هستم" | -بله.                  | ۷                      | -بله.                  | -بله.                  | -بله.                  |                        | باور استریوی سیاه                |
| ۲۰۱۷ | "جعلی" (S-Man و Ultra Naté) (س-من و اولترا نات)                                                                                  | -بله.                  | -بله.                  | -بله.                  | -بله.                  | -بله.                  |                        | تک آهنگ غیر آلبوم                |